# Anacroneuria brunneilata
Anacroneuria brunneilata és una espècie d'insecte plecòpter pertanyent a la família dels pèrlids.

## Descripció
- Els adults presenten el cap groc amb una petita taca de color marró clar sobre els ocels, el pronot amb una franja estreta i àrees laterals amples marrons i les ales marrons clar amb la nervadura marró.
- Les ales anteriors del mascle fan entre 12 i 13 mm de llargària i les de la femella 15-17.
- El penis dels mascles és truncat a l'àpex.
- La placa subgenital de les femelles té quatre lòbuls.[5]

## Hàbitat
En el seu estadi immadur és aquàtic i viu a l'aigua dolça, mentre que com a adult és terrestre i volador.

## Distribució geogràfica
Es troba a Sud-amèrica: el Perú i l'Equador.